# Jože Šolar
Jože Šolar, slovenski duhovnik, * 19. april 1912, Mirna na Dolenjskem, † junij 1945, kraj smrti neznan

## Življenje
Po gimnaziji se je vpisal na teološki študij v Ljubljani, po koncu katerega je 4. julija 1937 prejel mašniško posvečenje. Imenovan je bil za kaplana v Križah in nato leta 1940 v Sodražici. Ko je bilo normalno delovanje zaradi vojne onemogočeno, je leta 1944 od škofa dobil imenovanje za vojaškega kurata pri domobrancih. Maja 1945 se je z domobranci umaknil na Koroško, po angleški izdaji je bil s tretjim polkom Kunstljevega bataljona preko Pliberka vrnjen. Bil je v koloni, ki je strogo zastražena od partizanskih enot korakala proti Teharjam, znano je, da se tam kljub povabilu ni pridružil skupini Vinka Levstika, ki mu je naknadno pobeg uspel. Kraj in datum Šolarjeve smrti nista znana. 